# Boreotrophon keepi
Boreotrophon keepi är en snäckart som först beskrevs av Strong och Leo George Hertlein 1937.  Boreotrophon keepi ingår i släktet Boreotrophon och familjen purpursnäckor. Inga underarter finns listade i Catalogue of Life.